# Savoia-Marchetti SM.95
Dimensions
Le Savoia-Marchetti SM.95 est un avion de ligne quadrimoteur construit en Italie pour les vols transcontinentaux, par exemple de l'Italie vers le Venezuela.